# 1980年代
| 千纪： | 2千纪                                                                                            |
| 世纪： | 19世纪 \| 20世纪 \| 21世纪                                                                       |
| 年代： | 1950年代 \| 1960年代 \| 1970年代 \| 1980年代 \| 1990年代 \| 2000年代 \| 2010年代                 |
| 年份： | 1980年 \| 1981年 \| 1982年 \| 1983年 \| 1984年 \| 1985年 \| 1986年 \| 1987年 \| 1988年 \| 1989年 |

## 大事记

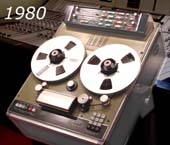
1980年代錄音機

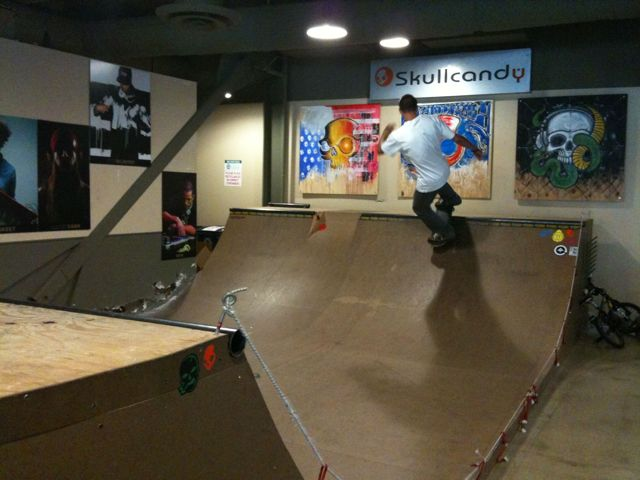
滑板運動

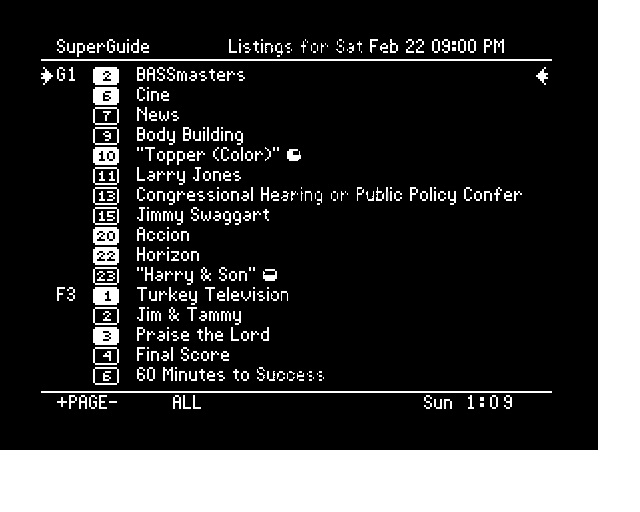
文字介面的電腦普及

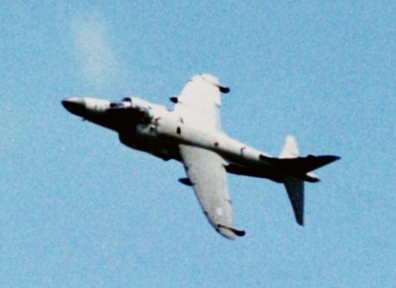
福克蘭戰爭

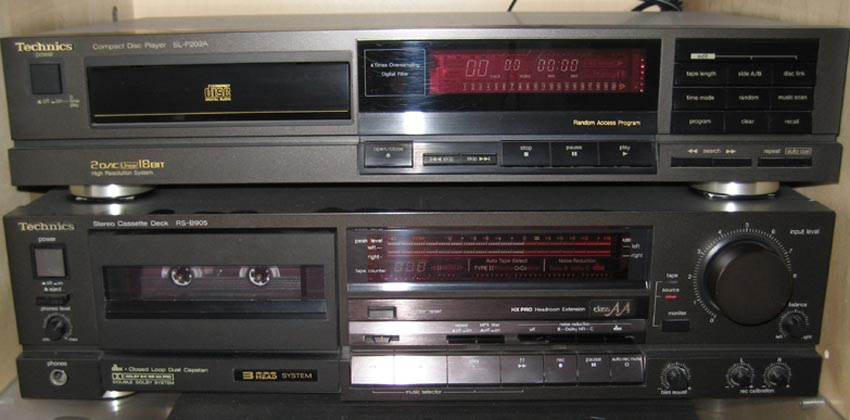
錄影帶機進入家庭

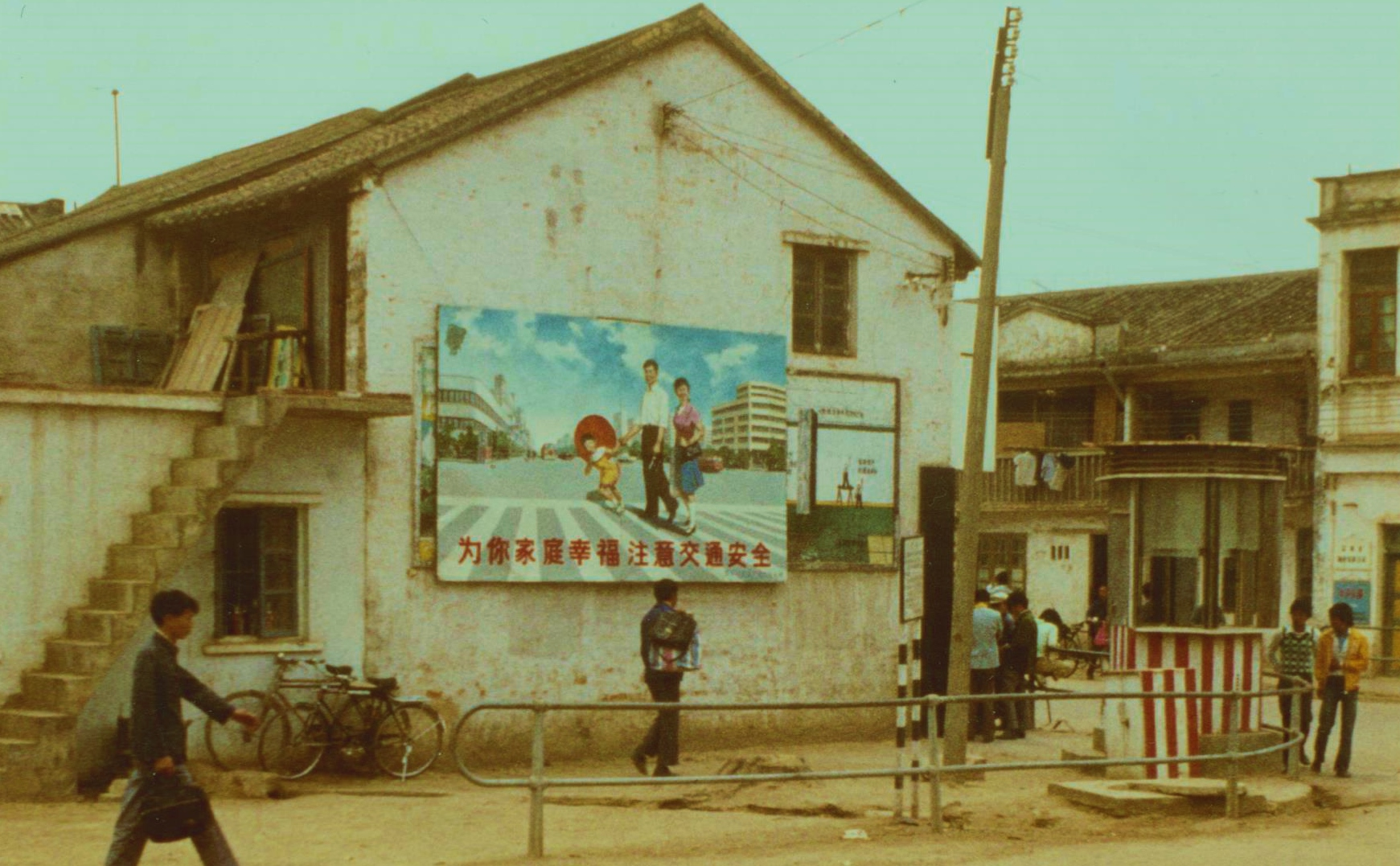
中國改革開放初期

### 科學與技術
- 1980年——世界衛生組織宣佈天花滅絕。
- 1981年——愛滋病被正式確認及命名。
- 1981年——IBM公司推出世界上首台个人电脑：IBM 5150。
- 1983年——先驅者10號成為首個飛出太陽系的人造物體。
- 1984年——摩托罗拉推出世界上第一款手機：DynaTAC 8000X。
- 1985年——微软發布Microsoft Windows，當時這個操作系統並未造成流行。
- 1986年——哈雷彗星接近地球。

### 戰爭與政治
- 1980年——中國改革開放。
- 1980年——韓國光州事件。
- 1980年——兩伊戰爭爆發，（1980年-1988年）。
- 1981年——羅納德·雷根成為美國總統。
- 1981年——马哈迪·莫哈末成为马来西亚首相。
- 1981年——以色列派遣軍機炸毀伊拉克的核子反應爐。
- 1982年——英阿福克蘭戰爭。
- 1983年——美國及加勒比海國家應格瑞那達政府之邀出兵。
- 1984年——中國國務院總理趙紫陽和英國首相戴卓爾夫人在北京簽署有關香港前途的《中英聯合聲明》。
- 1986年——菲律賓第一次人民力量革命。結束馬可斯總統長達20年的統治。
- 1987年——台灣解除長達38年的戒嚴。韓國六月民主運動。
- 1988年——蔣經國逝世，李登輝繼任中華民國總統。盧泰愚就任韓國總統。
- 1988年——蘇聯自阿富汗撤軍。
- 1989年——中國六四天安門事件。
- 1989年——捷克斯洛伐克絲絨革命。
- 1989年——德國柏林圍牆倒塌。
- 1989年——東歐劇變。
- 1989年——美國出兵巴拿馬。

### 社會與經濟
- 1980年——深圳，珠海，汕头，厦门设为经济特区
- 1984年——日經指數首度突破10000點。
- 1987年——日經指數首次突破20000點。
- 1987年——世界人口突破50億大關。
- 1989年——日經指數首次突破30000點，達到史上最高的38957.44點。

### 文化與娛樂
- 1980年——魔術方塊風靡全球。
- 1981年——查爾斯王子和黛安娜王妃完成世紀婚禮，日後英國皇室成為全球媒體追逐焦點。
- 1981年——美國音樂電視網（Music Television，MTV）成立，音樂影片成為流行音樂文化一部分。
- 1982年——商用音樂CD在日本正式問世，日後逐漸取代卡式录音带。
- 1983年——日本任天堂公司發售第一款家用遊戲機，俗稱紅白機的Famicom主機。
- 1986年——美國電吉他品牌PRS Guitars（英语：PRS Guitars）成立。
- 1986年——支援紅白機系統的FC磁碟機上市。
- 1987年——台灣藝專出現合約橋牌叫牌新玩法：「中間」（Middle）。

### 體育賽事
- 1980年——蘇聯莫斯科奧運
- 1982年——西班牙世界杯足球赛，冠军意大利队
- 1984年——美國洛杉磯奧運
- 1986年——墨西哥世界杯足球赛，冠军阿根廷队
- 1988年——韓國漢城奧運

### 灾难
- 1980年——美國圣海伦火山爆發
- 1981年——遠東航空103號班機空難，俗稱三義空難，日本著名作家向田邦子於該事件中罹難。
- 1983年——大韓航空007號班機空难
- 1984年——衣索比亞飢荒
- 1984年——印度博帕爾事件
- 1985年——日本航空123號班機空难
- 1985年——墨西哥城地震
- 1985年——印度航空182號班機空难
- 1986年——前蘇聯烏克蘭車諾比核電廠事故
- 1987年——南非航空295號班機空难
- 1988年——亞美尼亞大地震
- 1988年——泛美航空103號班機空难

## 语言

日本廣場協議後泡沫榮景開始

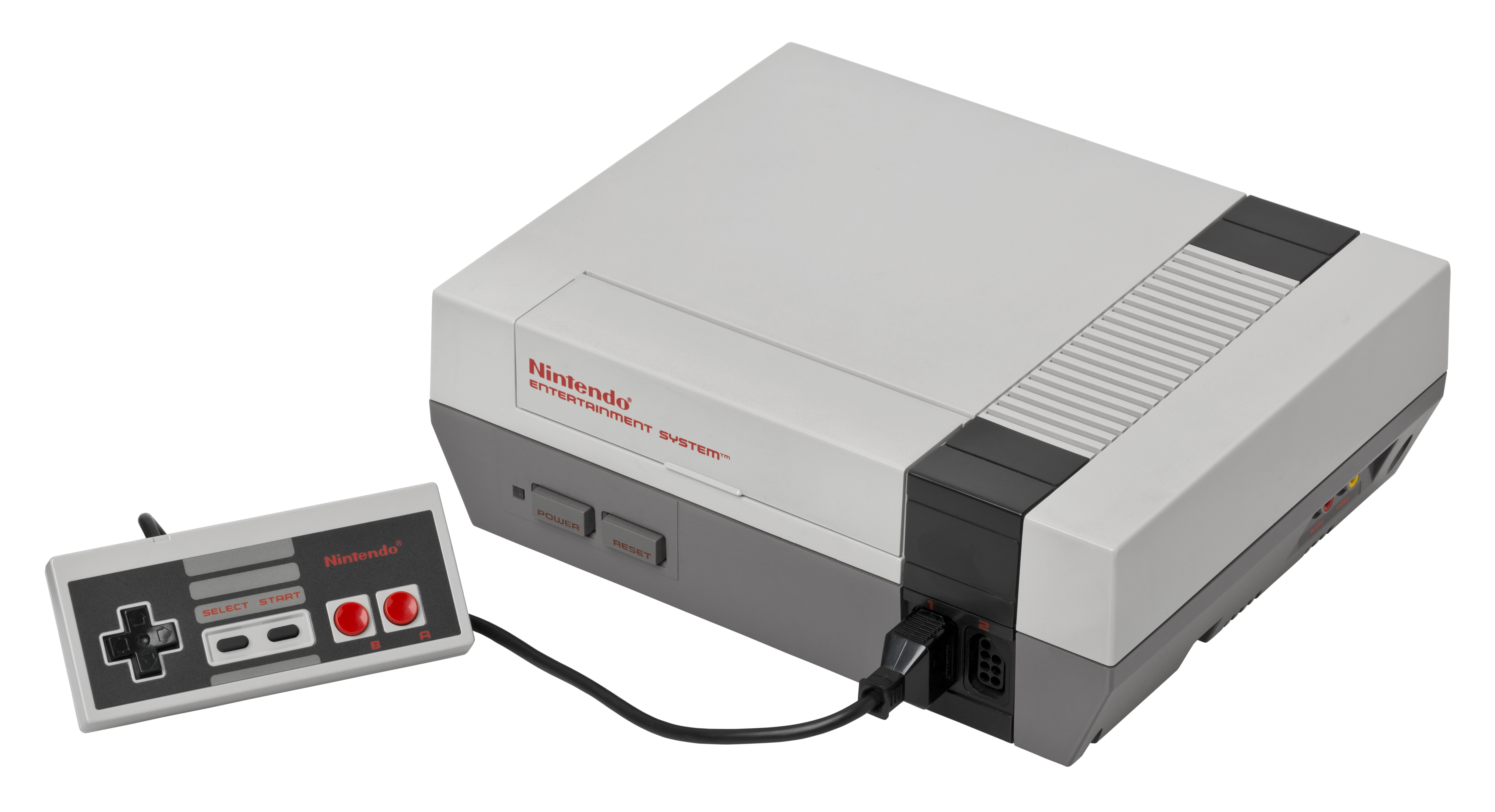
任天堂紅白機遊樂器進入家庭

- 電腦文字書寫方式Leet正式被使用。

## 出生
- 1981年1月1日，杜宇航
- 1981年2月1日，張敬軒
- 1982年1月19日，張韶涵
- 1982年6月28日，椿隆之
- 1982年9月22日，蔣雅文
- 1983年1月4日，杜挺豪
- 1983年7月14日，方大同
- 1983年10月15日，鄧麗欣
- 1984年4月9日，鍾嘉欣
- 1984年9月22日，傅穎
- 1987年2月26日，李治廷
- 1987年3月30日，蕭敬騰
- 1988年5月19日，林飛帆
- 1988年6月22日，森寬和
- 1989年7月26日，羅弘証
- 1989年12月26日，秋山奈奈
- 1989年12月26日，德井青空

## 逝世
- 1980年12月8日，搖滾巨星約翰·藍儂
- 1982年8月29日，奧斯卡影后英格丽·褒曼
- 1982年9月14日，摩納哥王妃葛麗絲·凱莉
- 1982年11月10日，列昂尼德·布里茲涅夫，蘇共中央總書記，第4、7任最高蘇維埃主席團主席。
- 1983年4月25日，莎罗马，马来西亚知名女艺人，已故巨星比·南利的妻子。
- 1983年12月31日，歐根，大理地委第一書記。
- 1986年10月22日，葉劍英，中國人民解放軍創建者之一和中華人民共和國元帥。
- 1988年1月13日，中華民國總統兼中國國民黨主席蔣經國
- 1988年9月9日，前德國總理季辛吉
- 1989年1月7日，日本裕仁天皇
- 1989年4月7日，鄭南榕
- 1989年4月15日，胡耀邦，原中共中央總書記、中共中央主席
- 1989年7月11日，奧斯卡影帝勞倫斯·奧立佛
- 1989年10月6日，奧斯卡影后贝蒂·戴维斯

## 其他
- 1980年代臺灣
- 1980年代香港